# Покупка на Гадсден
Покупката на Гадсден (на английски: Gadsden Purchase, Sale of La Mesilla; на испански: Venta de La Mesilla)) е междудържавна сделка за покупка на САЩ от Мексико на регион с площ 76 800 km² в днешните Южна Аризона и Югозападно Ню Мексико.
Договорът е парафиран от Джеймс Гадсден (и наречен на него), тогавашен американски посланик в Мексико, на 30 декември 1853 г. Ратифициран е с промени, от Сената на САЩ на 25 април 1854 г. и е подписан от 14-ия президент на САЩ Франклин Пиърс, а крайното одобрение е на правителството на Мексико и неговия Мексикански конгрес на 8 юни 1854 г. Покупката е последната териториална придобивка на Континенталните щати.